# Josep Maria Sanza Agreda
Josep Maria Sanza Agreda (Barcelona, 1 d'abril de 1935) és un atleta i llançador de javelina català.
Com a atleta, destacà en llançament de javelina, prova en la qual es proclamà cinc vegades campió de Catalunya entre els anys 1965 i 1968, i també l'any 1970), arribant a establir el 1966 el rècord català amb la javelina antiga. També fou tres vegades internacional amb la selecció espanyola. El juny del 2016, en el marc de la vint-i-cinquena edició de La Diada de l'Atletisme Català, Josep Maria Sanza Agreda va rebre el premi en categoria de millor atleta veterà pels seus immillorables resultats.

## Palmarès
Campionat de Catalunya
- Llançament de javelina: 1965, 1966, 1967, 1968, 1970